# Journal of Physics A
Le Journal of Physics A: Mathematical and Theoretical est une revue scientifique à comité de lecture publiée par IOP Publishing, la branche d'édition de l'Institute of Physics. Il fait partie de la série Journal of Physics et couvre la physique théorique en mettant l'accent sur les techniques mathématiques et informatiques sophistiquées.
La revue est divisée en six domaines : physique statistique ; systèmes chaotiques et complexes ; physique mathématique ; mécanique quantique et théorie de l'information quantique ; théorie classique et quantique des champs ; mécanique des fluides et des plasmas.
En 2024, le rédacteur en chef est Joseph A. Minahan (université d'Uppsala, Suède). D'après le Journal Citation Reports, la revue a un facteur d'impact de 2,0 en 2023.

## Histoire
Le Journal of Physics A a été créé en 1968 comme l'une des subdivisions d'une revue antérieure, les Proceedings of the Physical Society, créé en 1874, la revue phare de la Physical Society of London. La Physical Society est devenue plus tard l'Institute of Physics, qui continue à éditer la revue. Ses articles ont commencé à être mis en ligne dès 1991 ; en 2002, l'intégralité des archives était numérisée, première étape d'un projet plus vaste visant à numériser toutes les archives de publication de l'Institut.

## Indexation
La revue est référencée dans :
- Scopus
- Inspec
- Chemical Abstracts Service
- GeoRef
- Système international d'information nucléaire (INIS)
- Astrophysics Data System
- Pascal
- Referativny Zhurnal (en)
- Zentralblatt MATH
- Science Citation Index et SciSearch
- Current Contents / Physical, Chemical and Earth Sciences